# Glycaspis hackeri
Glycaspis hackeri är en insektsart som beskrevs av Moore 1964. Glycaspis hackeri ingår i släktet Glycaspis och familjen rundbladloppor. Inga underarter finns listade i Catalogue of Life.